# 雙斑伴麗魚
雙斑伴麗魚，又名红宝石鱼，為輻鰭魚綱鱸形目隆頭魚亞目慈鯛科的其中一種。

## 分布
本魚原產於非洲中部，包括幾內亞、幾內亞比索、布吉納法索、茅利塔尼亞、迦納、賴比瑞亞、獅子山、剛果、剛果民主共和國、奈及利亞、喀麥隆、塞內加爾、甘比亞、象牙海岸的河川溪流中，並引入澳洲、美國等地區。

## 特徵
本魚體呈金褐色，嘴唇和下巴呈紅色，具有閃亮的金屬藍色鱗片，體側上有三塊黑色斑紋，第一枚在鰓蓋；第二枚在腹側中央偏後側；第三枚在尾鰭基部。在繁殖期時魚體會變成紅色，現已有永久紅色的改良品種。背鰭略具亮紅色，腹鰭透明、尾鰭黃色具黑色邊緣。背鰭硬棘14至15枚、背鰭軟條10至12枚；臀鰭硬棘3枚、臀鰭軟條8至9枚。體長可達13.6公分。

## 生態
本魚棲息於沙泥底質的河底，且生活在靠近海岸及具有森林覆蓋的溪流，雜食性，具侵略性，常成對游動。

## 經濟利用
為高經濟價值的觀賞魚，有許多改良的品種。